# Tsvetana Bozhurina
Tsvetana Bozhurina (em búlgaro:  Цветана Божурина; Pernik, 13 de junho de 1952) é uma ex-jogadora de voleibol da Bulgária que competiu nos Jogos Olímpicos de 1980.
Em 1980, ela fez parte da equipe búlgara que conquistou a medalha de bronze no torneio olímpico, no qual atuou em cinco partidas.